# Миннарт, Марсел
Марсел Гиллес Йозеф Миннарт (12 февраля 1893, Брюгге, Бельгия — 26 октября 1970, Утрехт, Нидерланды) — голландский астроном бельгийского происхождения, член Амстердамской, Брюссельской и многих других академий наук, почётный доктор Московского университета, сооснователь Центра математики и информатики в Амстердаме.

## Биография
В 1914 году окончил Гентский университет по специальности биология, затем изучал физику и математику в Лейденском университете. В 1916—1918 преподавал физику в Гентском университете. С 1920 года работал в обсерватории Утрехтского университета (в 1937—1963 — профессор астрономии университета и директор обсерватории). В 1942—1944 был узником фашистского концлагеря.
Во время Первой мировой войны Миннарт был сторонником Фламандского сообщества и принял замену французского языка нидерландским в период немецкой оккупации. В связи с этим после окончания войны он был вынужден бежать из Бельгии.
В 1918 году Миннарт стал работать в Утрехтском университете в Нидерландах, там он проводил фотометрические исследования. В Утрехте он заинтересовался астрономией и изучением Солнца, специализировался на спектроскопии и изучении звёздных атмосфер.
Миннарт был разносторонне развитым человеком и помимо всего прочего интересовался пузырями и музыкальной природой звуков, извлекаемых проточной водой. В 1933 году он решил задачу об акустической частоте резонанса отдельного пузыря в воде (так называемый резонанс Миннарта).
В 1937 году Миннарт был назначен директором звёздной обсерватории Сонненборг в Утрехте и профессором астрономии в университете. В 1940 году он издал свой знаменитый Атлас солнечного спектра Утрехта, а в 1941 году вывел функцию Миннарта, которая используется для оптических измерений небесных тел.
В период немецкой оккупации Нидерландов во Второй мировой войне Миннарт был заключён в тюрьму из-за своих антифашистских взглядов. Во время заключения он преподавал физику и астрономию другим заключенным. После окончания войны стал одним из основателей математического центра в Амстердаме.
Одной из областей исследований Марселя Миннарта являлось воздействие атмосферы на свет и образы. Его классическая книга по этой теме была выпущена под названием «Свет и цвет в природе» в 1954 году.

## Достижения
Награды:
- Золотая медаль Королевского астрономического общества (1947)
- Медаль им. К. Брюс Тихоокеанского астрономического общества (1951)
- Премия Жюля Жансена Французского астрономического общества (1966).

В его честь названы:
- Астероид 1670 Minnaert.
- Кратер на Луне.
- Одно из зданий университетского городка в Утрехте.